# Котдвара
Котдвара (англ. Kotdwara, хинди कोटद्वार) — город в индийском штате Уттаракханд в округе Паури-Гархвал. Расположен на берегах реки Кхох, на границе Уттаракханда с Уттар-Прадеш, у подножия горной цепи Сивалик. С трёх сторон город окружён холмами. Средняя высота над уровнем моря — 454 метра. В Котдваре начинается популярный маршрут паломничества в Кедарнатх и Бадринатх. Согласно легенде, именно в этом месте дочь мудреца Вишвамитры от апсары Менаки Шакунтала потеряла перстень, подаренный ей царём Душьянтой.
По данным всеиндийской переписи 2001 года, в Котдваре проживало 25 400 человек, из которых мужчины составляли 53 %, женщины — 47 %. Уровень грамотности взрослого населения составлял 70 %, что выше среднеиндийского уровня (59,5 %). Среди мужчин, уровень грамотности равнялся 74 %, среди женщин — 66 %. 14 % населения составляли дети до 6 лет.